# Agence de reconversion des militaires
L'Agence de Reconversion des Militaires, ou ARM Reconversion, est une entreprise privée spécialisée dans l’aide à la reconversion et  à l’emploi du personnel issu du Ministère des Armées et leur conjoint, sans limite de temps, de grade, ou d’arme.
Il s'agit d'un service gratuit créé par d’anciens militaires : l’ARM permet de mettre en contact directement les entreprises intéressées avec ses adhérents. Grâce à leurs réseaux et aux militaires ayant réussi leurs reconversions, les militaires en difficultés obtiennent des témoignages, conseils, et surtout du travail. Suivi par plus de 8 000 personnes sur Facebook, ARM organise des sessions live ou encore des tables rondes. En partenariat avec Défense Mobilités, ARM fait notamment le lien entre ces anciens militaires et les entreprises via leur plateforme.